# Агеев, Евгений Иванович (писатель)
Евгений Иванович Агеев (16 января 1922, Кабаево, Симбирская губерния — 5 марта 1943) — эрзянский писатель и поэт.

## Биография
Родился 16 января 1922 года в Кабаеве.
Начал заниматься поэзией будучи школьником. Его стихи публиковались на эрзянском языке в журналах «Сятко», «Пионерэнь вайгель» и газете «Эрзянь коммуна». 
Находился в рядах в Красной армии с сентября 1941 года. В декабре закончил Горьковское училище радистов.
В Центральном государственном архиве Республики Мордовия хранится личный фонд писателя Евгения Ивановича. В нём содержатся фронтовые частушки и письма сержанта 6-й батареи 2-го дивизиона 425-го артиллерийского полка Евгения Агеева к родным.
Сержант Евгений Иванович Агеев погиб в марте (по другим данным в феврале) 1943 года под Сталинградом.